# Tamar Shavgulidze
Tamar Shavgulidze georgisch თამარ შავგულიძე (geboren am 14. Januar 1980 in Tbilisi) ist eine georgische Autorin und Regisseurin.
Shavgulidze wuchs als Tochter eines Arztes in der georgischen Hauptstadt Tbilisi auf. Nach ihrer Schulausbildung studierte sie bis 2002 an der staatlichen georgischen Schota-Rustaweli-Universität für Theater und Film, sie arbeitete unter anderem für Dato Janelidze. Shavgulidzes Debütfilm Born in Georgia (2011) hatte seine Premiere auf dem Tbilisi International Film Festival.
Im Jahr 2019 schrieb und inszenierte sie Comets, er debütierte auf dem Toronto International Film Festival 2019. Bei den Asia Pacific Screen Awards war sie für Comets für die Auszeichnung des besten Drehbuchs nominiert. Zuvor hatte Shavgulidze nach eigenen Angaben das Drehbuch des Films beim georgischen nationalen Filmzentrum eingereicht und dessen jährlichen Wettbewerb gewonnen, wodurch eine Teilfinanzierung für die Produktion möglich war. In dem Film selbst geht es um eine Jugendfreundschaft zweier Frauen, die sich nach 30 Jahren wiedersehen, und sich an ihre gemeinsame Zeit erinnern und dabei versuchen, die Konflikte der Vergangenheit zu lösen. Laut Shavgulidze soll Comets der erste Teil einer Trilogie sein.

## Werke
- 1999: Gained from Impression (Kurzfilm)
- 2002: Trilogy (Kurzfilm)
- 2004: Hopscotch (Kurzfilm)
- 2006: A Message to Georgians (Kurzdokumentation)
- 2011: Born in Georgia (georgisch დაბადებული საქართველოში) (Langfilm)
- 2013: Tbilisi, I Love You’ (Kurzfilm)
- 2015: The First Day (Kurzfilm)
- 2019: Comets (Spielfilm)